# Đờn ca tài tử Nam Bộ

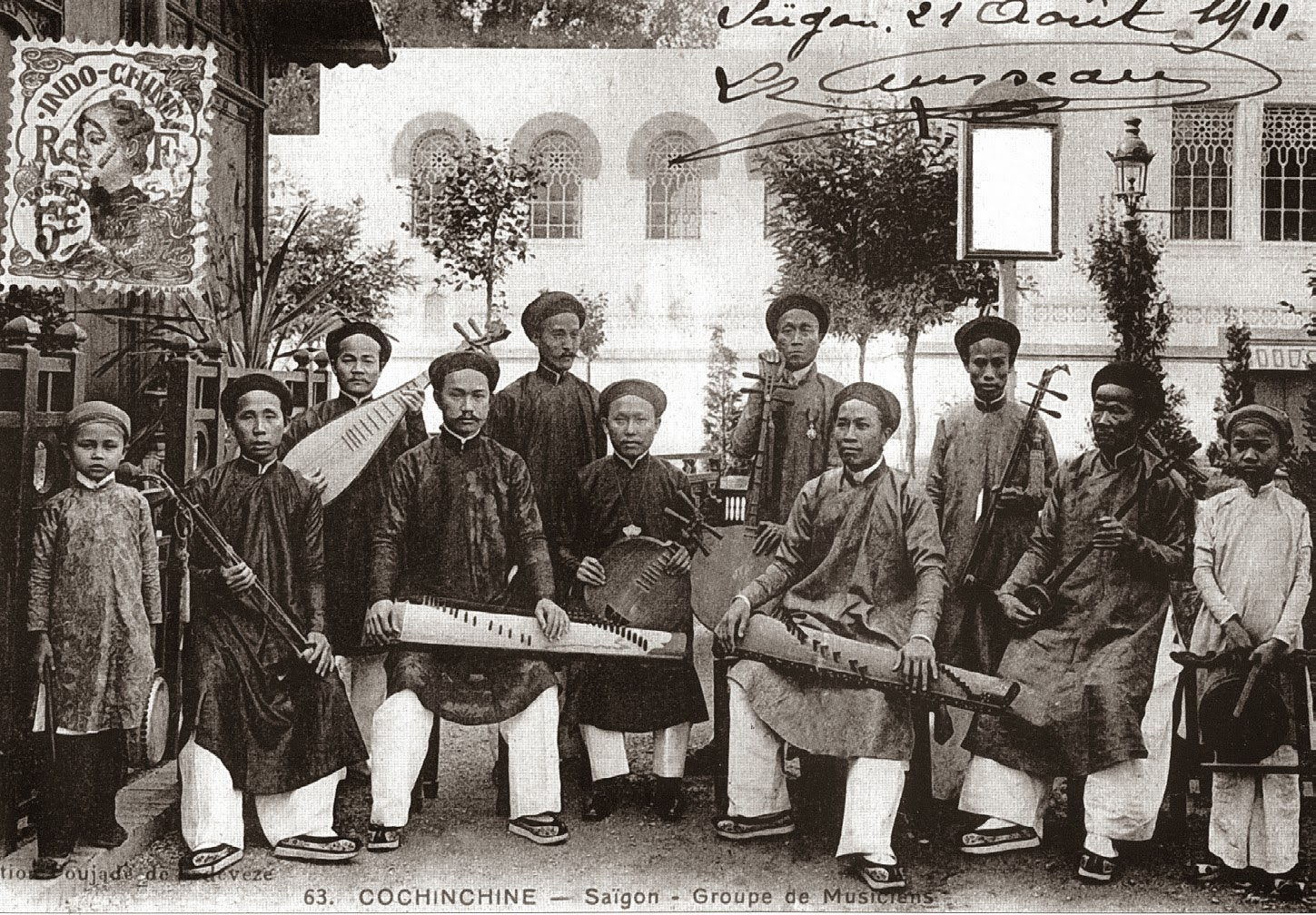
Một ban nhạc đờn ca tài tử Sài Gòn năm 1911.

Đờn ca tài tử Nam bộ là một dòng nhạc dân tộc của Việt Nam đã được UNESCO ghi danh là di sản văn hóa phi vật thể vào ngày 5 tháng 12 năm 2013 và là một danh hiệu UNESCO ở Việt Nam có vùng ảnh hưởng lớn, với phạm vi 21 tỉnh thành phía Nam. Đờn ca tài tử hình thành và phát triển từ cuối thế kỷ 19, bắt nguồn từ nhạc lễ, Nhã nhạc cung đình Huế và văn học dân gian . Đờn ca tài tử là loại hình nghệ thuật dân gian đặc trưng của vùng Nam Bộ. Đây là loại hình nghệ thuật của đàn và ca, do những người bình dân, thanh niên nam nữ nông thôn Nam Bộ hát ca sau những giờ lao động. Đờn ca tài tử xuất hiện hơn 100 năm trước, là loại hình diễn tấu có ban nhạc gồm bốn loại là đàn kìm, đàn cò, đàn tranh và đàn bầu (gọi là tứ tuyệt). Về sau này, có cách tân bằng cách thay thế độc huyền cầm bằng cây guitar phím lõm. Những người tham gia đờn ca tài tử phần nhiều là bạn bè, chòm xóm với nhau. Họ tập trung lại để cùng chia sẻ thú vui tao nhã nên thường không câu nệ về trang phục.

## Xuất xứ
Loại âm nhạc này đúng ra là loại nhạc thính phòng thường trình diễn trong phạm vi không gian tương đối nhỏ như trong gia đình, tại đám cưới, đám giỗ, sinh nhật, trong các lễ hội, sau khi thu hoạch mùa vụ, thường được biểu diễn vào những đêm trăng sáng ở xóm làng.
Nguồn gốc của đờn ca tài tử là ca Huế, pha lẫn âm nhạc từ các tỉnh Quảng Nam, Quảng Ngãi. Loại nhạc này mang đậm tính cách giải trí vui chơi chứ không thuộc loại nhạc lễ.

## Phạm vi hoạt động
Nghệ thuật Đờn ca tài tử trong hồ sơ công nhận gồm 21 tỉnh phía Nam nay đã hợp nhất thành 9 tỉnh là: Cà Mau, An Giang, Cần Thơ, Đồng Nai, Đồng Tháp, Tây Ninh, Khánh Hòa, Thành phố Hồ Chí Minh và Vĩnh Long. Trong đó, Cà Mau, Đồng Tháp và Thành phố Hồ Chí Minh là những tỉnh, thành phố có nhiều người hát đờn ca tài tử nhất.

## Nhạc cụ
Nhạc cụ trong "Đờn ca tài tử" gồm đàn tranh, đàn tỳ bà, đàn kìm, đàn cò, đàn tam, sáo thường là sáo bảy lỗ (phụ họa). Hiện nay có một loại đàn mới do các nghệ nhân Việt Nam cải biến là Guitar phím lõm. Loại nhạc cụ này được khoét lõm các ngăn sao cho khi đánh lên nghe giống nhạc cụ Việt Nam nhất (âm cao). Sáo ít được sử dụng

## Trình diễn

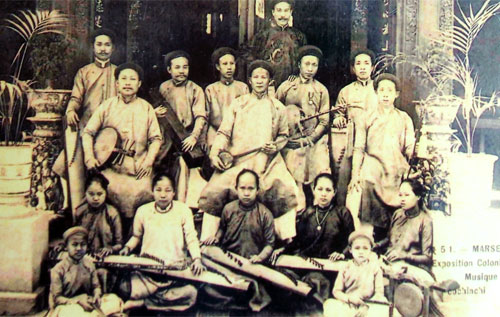
Ban đờn ca tài tử Nguyễn Tống Triều dự hội chợ các nước thuộc địa ở Marseille, Pháp năm 1906.

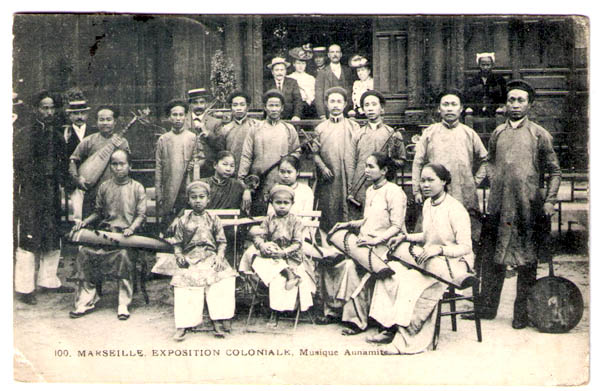
Ban đờn ca tài tử tại Pháp năm 1906

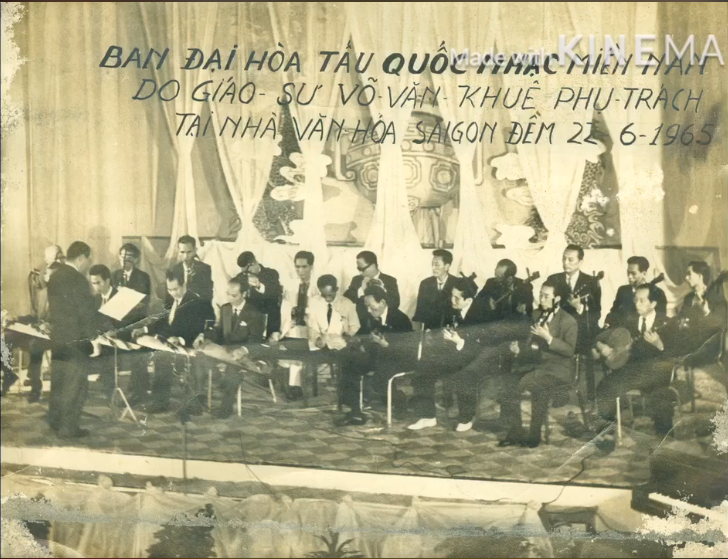
Năm 1965

Ban nhạc thường dùng 5 nhạc cụ, thường gọi là ban ngũ tuyệt gồm đàn tranh, đàn tỳ bà, đàn kìm, đàn cò, và đàn tam. Phụ họa thêm là tiếng sáo thường là sáo bảy lỗ.
Về trang phục, những người tham gia đờn ca tài tử phần nhiều là bạn bè, chòm xóm với nhau nên thường chỉ mặc các loại thường phục khi tham gia trình diễn. Khi nào diễn ở đình, miếu hoặc trên sân khấu họ mới mặc các trang phục biểu diễn.
Những năm gần đây nhằm đáp ứng nhu cầu của khách du lịch nên các nhóm nhạc tài tử hợp lại với nhau thành các câu lạc bộ đờn ca tài tử mang tính bán chuyên nghiệp. Bên cạnh nghề nghiệp chính, họ phục vụ văn nghệ khi có yêu cầu.
Một số người nói rằng từ "tài tử" có nghĩa là nghiệp dư. Trong thực tế, từ này có nghĩa là tài năng và ngụ ý rằng những người này không dùng nghệ thuật để kiếm kế sinh nhai, mà chỉ để cho vui hoặc những lúc ngẫu hứng. Tuy nhiên, điều này không có nghĩa là họ không phải là chuyên gia. Ngược lại, để trở thành một nghệ sĩ trong ý nghĩa xác thực nhất của từ này, họ phải thực hành trong một thời gian dài.
Đối với hình thức âm nhạc, vai trò của các ca sĩ và nhạc sĩ đều bình đẳng. Ca trù hát và người ca (bài hát truyền thống từ miền Bắc và miền Trung) là phụ nữ, trong khi đờn ca tài tử bao gồm các ca sĩ nam nữ và họ có vai trò bình đẳng.
Đờn ca tài tử sử dụng dụng cụ như đàn cò, đàn nguyệt, đàn tranh, song lan (nhạc cụ bằng gỗ để gõ nhịp) hoặc cả Ghita lõm.
Loại hình âm nhạc không chỉ ở các lễ hội và các bên mà còn trong thời gian sau thu hoạch. Ngoài ra, nó có thể được chơi trong bóng mát của cây, con thuyền hoặc trong đêm trăng sáng.

## 20 bài bản tổ
Đờn ca tài tử Nam Bộ khởi thủy được đàn và hát dựa trên 20 bài bản cơ bản gọi là 20 bài bản tổ bao gồm:
- Sáu bài Bắc (tượng trưng cho mùa xuân, giọng nhạc vui tươi, khoan khoái): Lưu Thủy Trường, Phú Lục, Bình Bán Chấn, Xuân Tình, Tây Thi, Cổ Bản
- Bảy bài Hạ (tượng trưng cho mùa hạ, giọng nhạc nghiêm trang, uy nghi): Xàng Xê, Ngũ Đối Thượng, Ngũ Đối Hạ, Long Đăng, Long Ngâm, Vạn Giá, Tiểu Khúc
- Ba bài Nam (tượng trưng cho mùa thu, giọng nhạc buồn thảm): Nam Xuân, Nam Ai, Nam Đảo (Đảo ngũ cung)
- Bốn bài Oán (tượng trưng cho mùa đông, giọng nhạc bi thương, ai oán): Tứ Đại Oán, Phụng Hoàng, Giang Nam, Phụng Cầu

Ngoài 20 bài bản tổ là nguồn gốc diễn xướng của Đờn ca tài tử Nam Bộ thì về sau này bên cạnh Vọng Cổ thì những bài bản vắn cũng thường xuyên được sử dụng trong các buổi sinh hoạt cũng như biểu diễn ví dụ phổ biến như: Văn Thiên Tường, Sương Chiều, Tú Anh, Bình Sa Lạc Nhạn, Đoản Khúc Lam Giang, Phi Vân Điệp Khúc...

## Ứng dụng Đờn ca tài tử vào Cải Lương
Âm nhạc của Cải lương sử dụng ban đầu là dựa trên các bài bản của Đờn ca tài tử kết hợp với những Điệu lý của Dân ca Nam bộ. Về sau, trong quá trình phát triển mà Cải lương đã dung nạp những bài bản của khác quốc gia lân cận để phù hợp với loại hình biểu diễn của Cải lương. Đặc trưng là những thể điệu của kinh kịch Bắc Kinh, kinh kịch Quảng Đông đã được kết hợp cùng những điệu hát Cải lương truyền thống tạo thành Cải lương Hồ quảng.
Về phương thức sử dụng âm nhạc Đờn ca tài tử vào Cải lương thường phải chú ý đến tính chất của câu chuyện mà phải sử dụng những bài bản phù hợp, điều này vừa phù hợp tình huống vừa đẩy được cao trào của câu chuyện đến với khán giả:
- Buồn bã, đau xót, ngậm ngùi: Nam ai, Văn Thiên Tường, Lý con sáo, Lý ngựa ô Nam...
- Tranh luận, tranh cãi: Phú Lục, Kim Tiền Bản, Ngựa Ô Bắc...
- Lãng mạn, yêu đương, tả cảnh hữu tình, bâng khuâng man mác: Nam Xuân, Sương Chiều, Tú Anh, Xang Xừ Líu...
- Tức giận, Xốc nổi, Đả kích: Nam Đảo, Xàng Xê...
- Tủi hờn, oán than: Phụng Hoàng, Tứ Đại Oán, Giang Nam...

## Hình ảnh minh họa
Dưới đây là một vài hình ảnh ở tại Khu lưu niệm Nghệ thuật Đờn ca tài tử Nam Bộ và Nhạc sĩ Cao Văn Lầu, tọa lạc tại phường  Bạc Liêu tỉnh Cà Mau . Đây là công trình quy mô nhằm tôn vinh Nghệ thuật Đờn ca tài tử Nam Bộ và người nhạc sĩ tài hoa Cao Văn Lầu (1892–1976). Ngoài ra, đây cũng chính là công trình cốt yếu nhằm phục vụ Festival Đờn ca tài tử quốc gia lần thứ nhất tại Bạc Liêu năm 2014. 

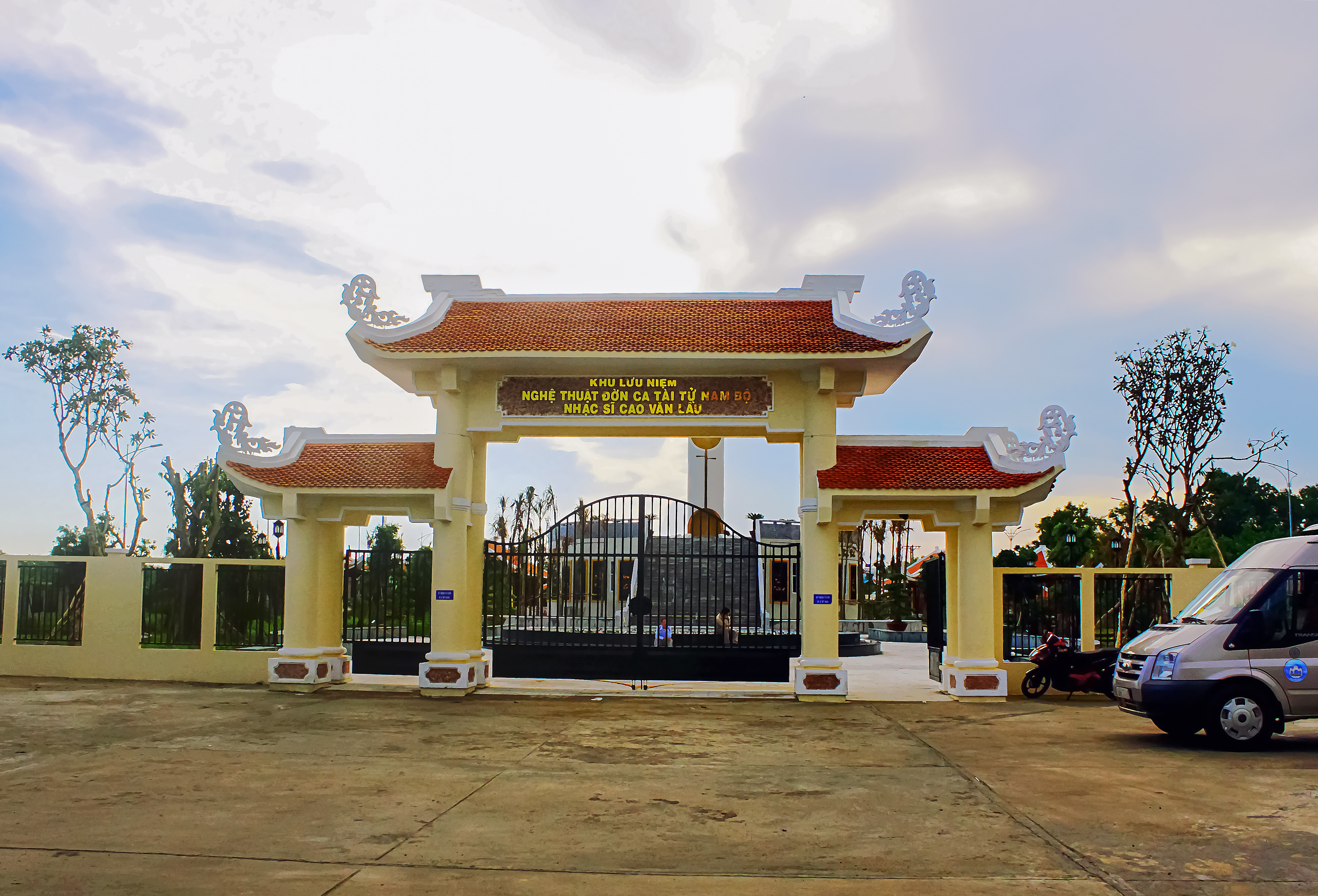
Cổng vào khu lưu niệm.
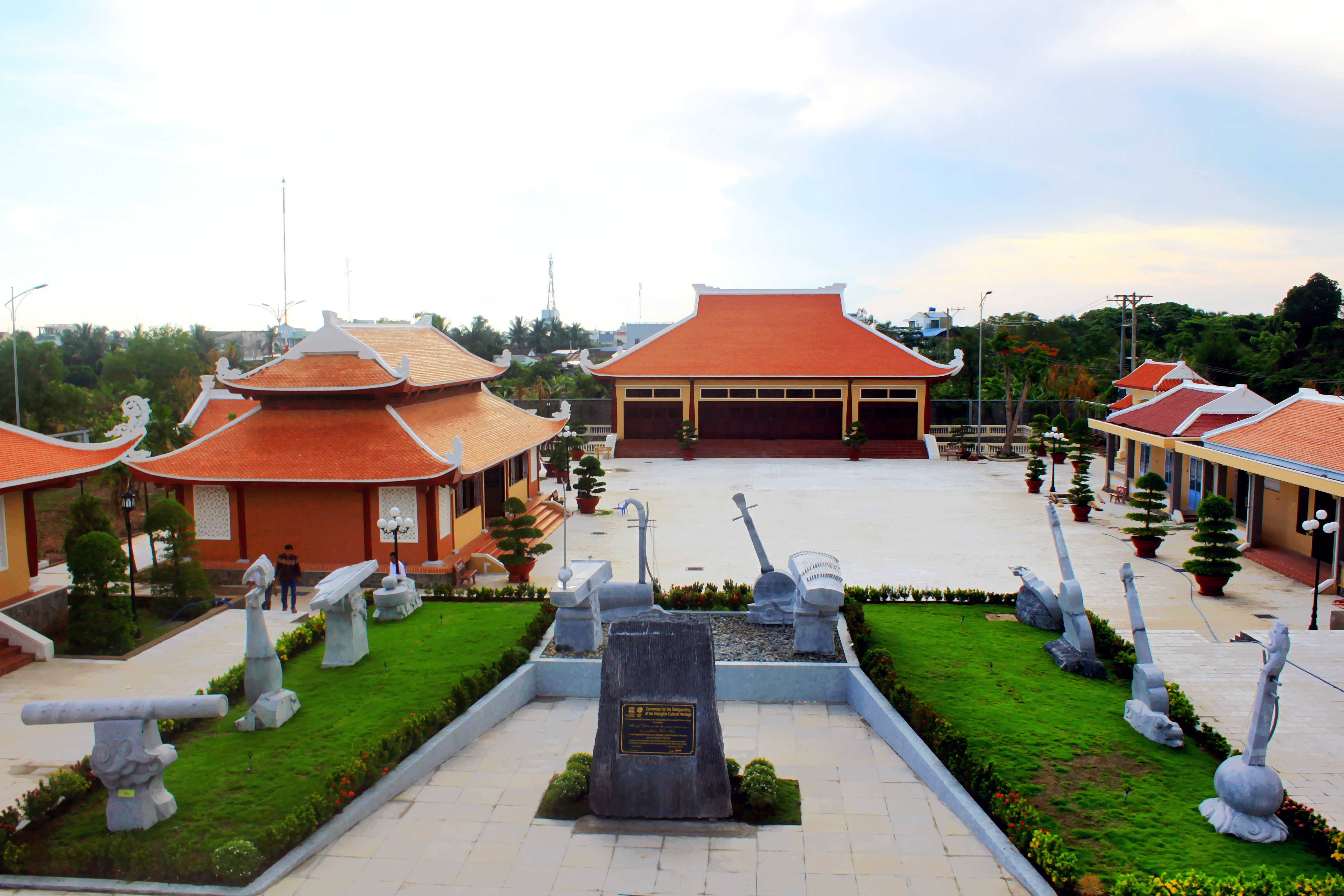
Một số hạng mục trong khu lưu niệm.
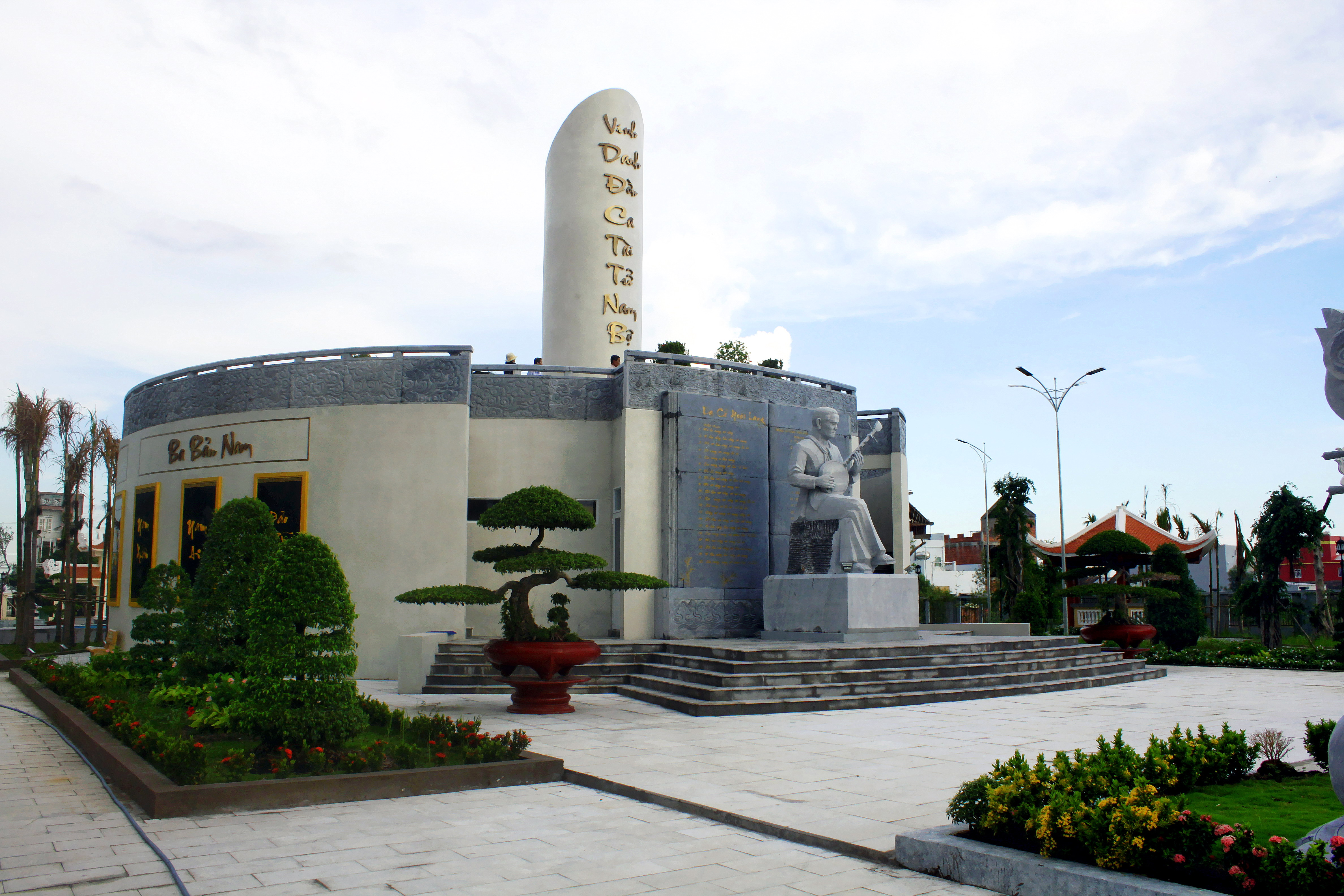
Tượng cố nhạc sĩ Cao Văn Lầu.
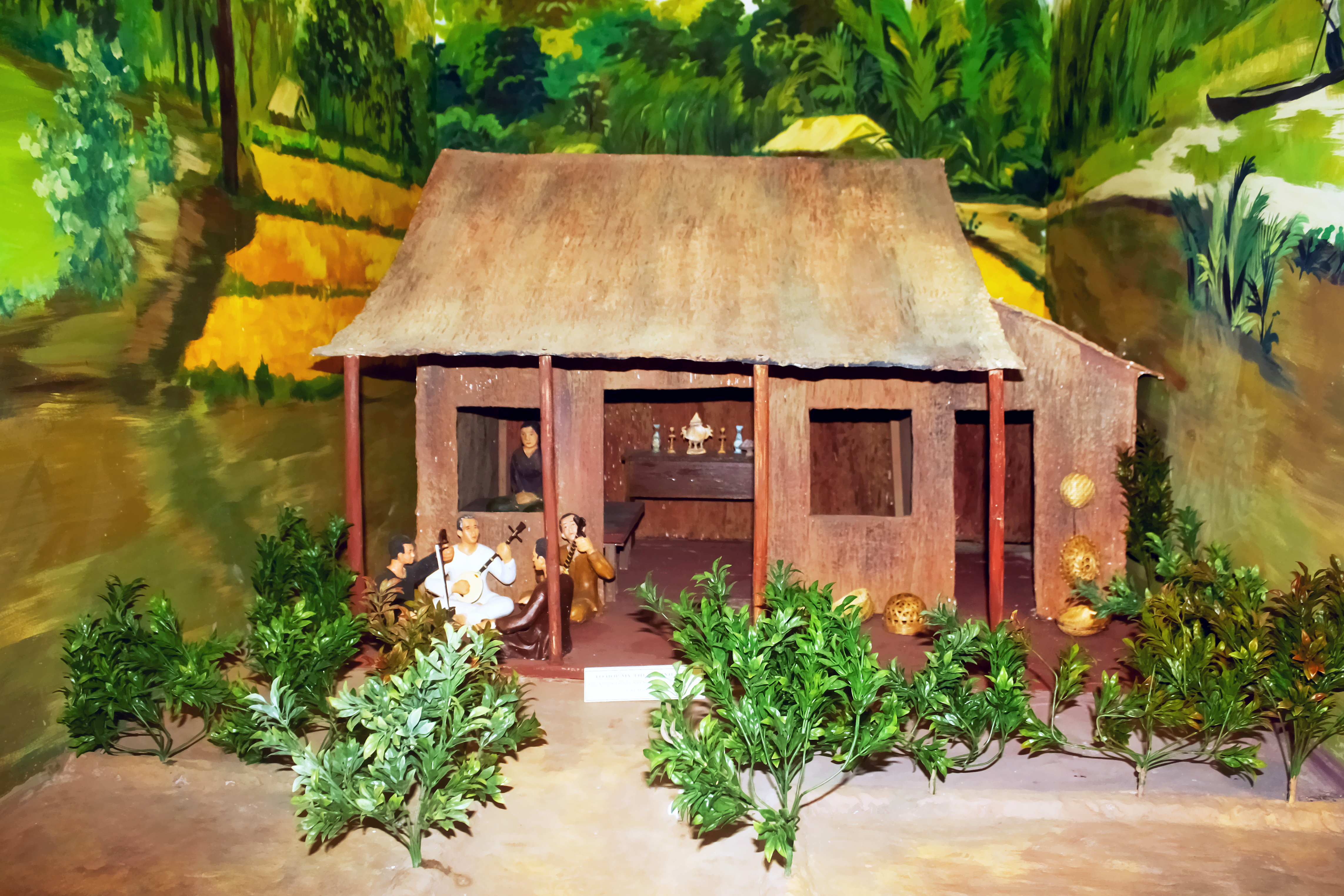
Mô hình tái hiện một cảnh đờn ca tài tử ở Nam Bộ.
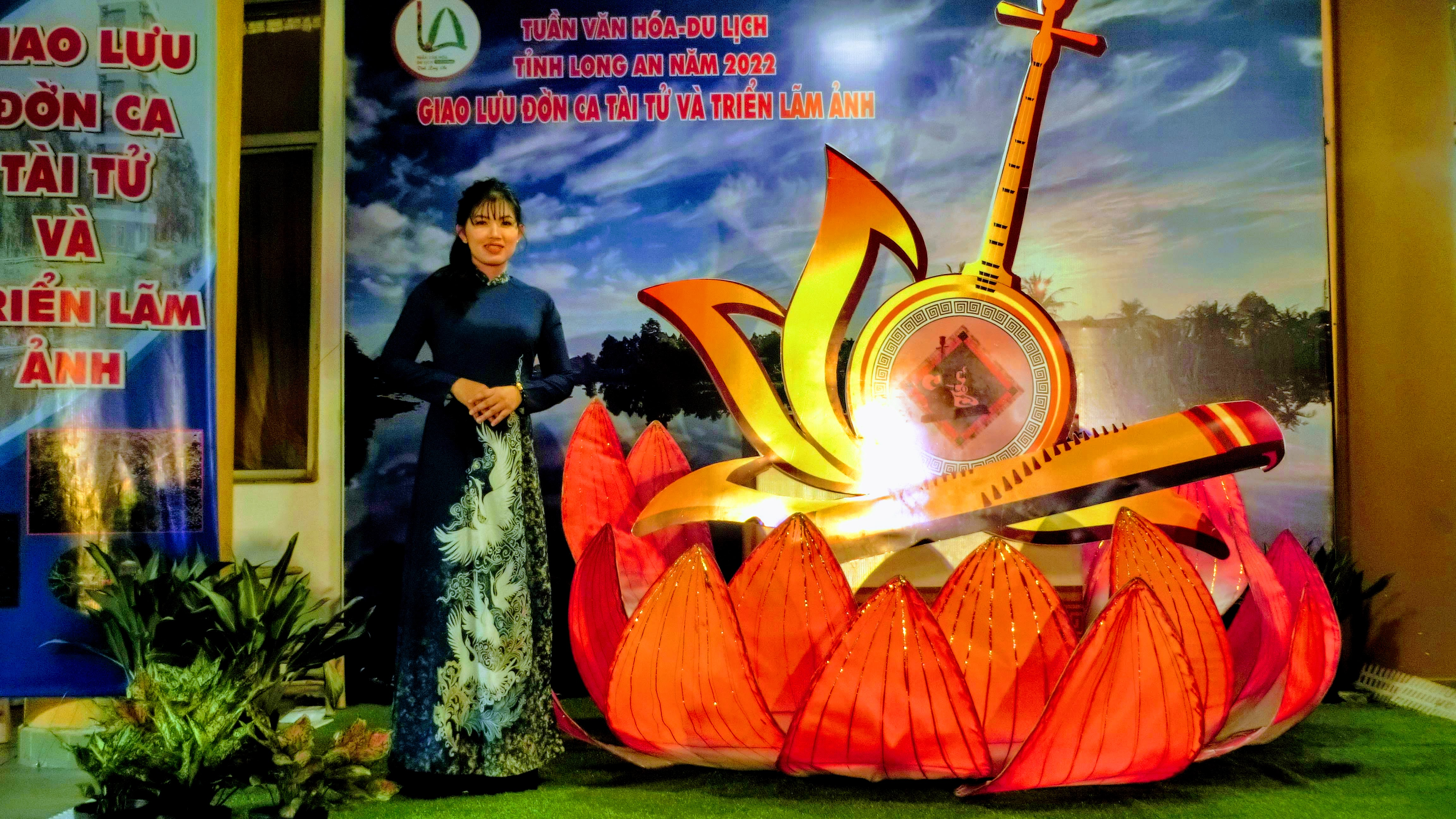
Nghệ sĩ trẻ tài năng Nguyễn Ly